# Código de conducta de empresa
Un código de conducta de empresa es un documento redactado voluntariamente por una empresa en el que se exponen una serie de principios que se compromete unilateralmente a seguir. En algunas oportunidades los códigos de conducta alcanzan a las empresas proveedoras, subcontratistas y terceristas.
Los códigos de conducta de las empresas aparecieron en los años 1970 pero es en el curso del proceso de globalización de los años 1990, que las Empresas Multinacionales (EMN) comienzan generalizadamente a crear y difundir ante la opinión pública numerosos códigos de conducta a los que se comprometen a ajustar sus actividades. 
Se trata de un fenómeno novedoso con respecto a las EMN y sus relaciones con los trabajadores, la sociedad y el medio ambiente. Los mismos han generado amplios debates sobre las condiciones de su validez y control, lo que a su vez ha dado lugar a la creación de "observatorios de empresas multinacionales".
Los códigos de conducta de las empresas están relacionados con los Acuerdos Marco Internacionales (a los que a veces también se denomina códigos de conducta bilaterales) que varias EMN han firmado con sindicatos mundiales, así como con los códigos de conducta multilaterales que han firmado las empresas con sindicatos, ONG, organizaciones ambientales, de consumidores, etc.

## Casos

### Nike
El caso del Código de Conducta de la empresa multinacional Nike es uno de los más conocidos. A comienzos de la década de 1990 Nike fue denunciada en la prensa de Estados Unidos por utilizar contratistas en el sudeste asiático que recurrían a mano de obra esclava y el trabajo infantil. La denuncia dañó seriamente la imagen de Nike que se reflejó en una importante caída en las ventas. 
Como parte de una estrategia de fondo para recuperar su imagen Nike dio a conocer en 1992 un Código de Conducta redactado por la empresa, en el que declaraba su compromiso en ajustar las acciones de la empresa en todo el mundo a sus reglas, como así también la decisión de que todos los subcontratistas hicieran lo mismo. En todo el mundo Nike emplea directamente 22.000 empleados e indirectamente a 450.000 trabajadores mediante subcontratistas. Poco después, a raíz de una serie de críticas recibidas por parte de los sindicatos sobre el contenido de su código de conducta, Nike redactó un nuevo texto, que es el que se presenta actualmente.

## La cuestión del Monitoreo
Una de las primeras cuestiones que suscitaron los códigos de conducta de las empresas fue el monitoreo de su cumplimiento. Se ha considerado que no resulta serio que el monitoreo sea realizado por la propia empresa. Algunas empresas han recurrido a empresas externas para realizar el monitoreo, pero se ha criticado que en muchas oportunidades son fachadas jurídicas de la propia empresa monitoreada. En otros casos las empresas han aceptado que ciertas ONG procedieran a realizar el monitoreo, pero los sindicatos se han quejado de que en reiteradas oportunidades esa actividad de las ONG ha sido utilizada como alternativa a la acción sindical y para sustituir al sindicato ante los trabajadores. En todo caso, este problema ha causado grandes complicaciones.

## Cuestiones que ha suscitado
Los códigos de conducta están temáticamente relacionados con la responsabilidad social de las empresas. Varias investigaciones han puntualizado que los códigos de conducta conllevan el riesgo de desplazar la importancia de las normas obligatorias nacionales e internacionales. 
El Instituto de Investigación de las Naciones Unidas para el Desarrollo Social (UNRISD) ha estimado en unos cientos los códigos de conducta de empresa existentes. Se trata de una cantidad muy pequeña para alcanzar a las empresas multinacionales que actúan globalmente, estimadas por la UNCTAD en 65.000 casas matrices, que poseen unas 850.000 filiales extranjeras en todos los países del mundo, y emplean a la mayor parte de los trabajadores mediante subcontratistas y terceristas.
Los sindicatos y algunas ONG han criticado el carácter unilateral de los códigos de conducta y han destacado que muchas veces solo tienen como fin producir una mejora de la imagen pública de las empresas.
La no inclusión de los proveedores, subcontratistas y empresas tercerizadas en los códigos de conducta también ha sido señalada por sindicatos y ONG como un serio inconveniente de los mismos, ya que es precisamente allí donde trabajan la mayoría de los trabajadores y donde se producen la mayor cantidad de violaciones.
También se discute la validez legal de los mismos y los modos de exigir su cumplimiento.